# Ismael Sanogo
Ismael Sanogo (Newark, 16 luglio 1996) è un cestista statunitense con cittadinanza ivoriana.